# Quincy-Voisins
Quincy-Voisins település Franciaországban, Seine-et-Marne megyében. Lakosainak száma 5506 fő (2022. január 1.). Quincy-Voisins Bouleurs, Boutigny, Condé-Sainte-Libiaire, Couilly-Pont-aux-Dames és Mareuil-lès-Meaux községekkel határos.

## Népesség
A település népességének változása:
| Lakosok száma | 5064 | 5468 | 5496 | 5435 | 5439 | 5439 | 5443 | 5435 | 5506 |
|               | 2013 | 2015 | 2016 | 2017 | 2018 | 2019 | 2020 | 2021 | 2022 |